# Слобожан Олександр Володимирович
Слобожан Олександр Володимирович (нар. 28 лютого 1983, м. Ізмаїл Одеської області) — Виконавчий директор Асоціації міст України з 24 квітня 2017. Кандидат наук з державного управління.

## Життєпис

### Освіта
У 2000 році закінчив школу у місті Ізмаїл.
Липень 2005  – закінчив історичний факультет Ізмаїльського державного гуманітарного університету, спеціальність – «Історія та правознавство». Отримав диплом спеціаліста з відзнакою. 
Жовтень 2006  – закінчив Тернопільський державний економічний університет за освітньо-професійною програмою підготовки магістрів в галузі «Державне управління». Спеціальність – «Державна служба», спеціалізація – «Світова та європейська інтеграція». Отримав диплом магістра з відзнакою.
Листопад 2010  – закінчив аспірантуру при Національній академії державного управління при Президентові України, Інститут проблем державного управління та місцевого самоврядування. Напрям – «Державне управління».
Листопад 2012  – отримав звання кандидата наук з державного управління, захистивши дисертацію за спеціальністю «Місцеве самоврядування» при Національній академії державного управління при Президентові України. Тема дисертації: «Формування та організація діяльності юридичних служб органів місцевого самоврядування». 
Липень 2016  – пройшов перепідготовку за кваліфікацією «юрист» та отримав диплом спеціаліста в Університеті економіки та права «КРОК».

### Трудовий шлях
- грудень 2006 – вересень 2006 – координатор відділу співпраці з органами влади, Тернопільська міська молодіжна громадська організація Асоціація захисту прав і свобод молоді «Дружба».

- червень – вересень 2006 – практикант в Управлінні аналітики та прогнозування внутрішньої політики Тернопільської обласної державної адміністрації.

- жовтень 2006 – листопад 2007, грудень 2010 – юрисконсульт, в.о. начальника юридичного відділу секретаріату виконавчого комітету Ізмаїльської міської ради.

- листопад 2008 – липень 2009 – інтерн Програми сприяння Парламенту ІІ (USAID), департамент місцевого самоврядування та адміністративно-територіального реформування Міністерства регіонального розвитку, будівництва та житлово-комунального господарства України.

- грудень 2009 – грудень 2012 – науковий співробітник Національної академії державного управління при Президентові України (Інститут проблем державного управління та місцевого самоврядування, Відділ місцевого самоврядування та регіонального розвитку).

- серпень 2010 – листопад 2010 – консультант Центру правової допомоги Асоціації міст України, Проєкт ДІАЛОГ, USAID.

- січень 2011 – вересень 2013 – експерт з питань бюджетної політики Асоціації міст України, Проєкт ДІАЛОГ, USAID.

- жовтень 2013 – вересень 2014 – аналітик Аналітичного центру Асоціації міст України, Проєкт ДІАЛОГ, USAID.

- жовтень 2014 – серпень 2015 – директор Центру аналізу та розробки законодавства, заступник Виконавчого директора Асоціації міст України, Проєкт ДІАЛОГ, USAID.

- серпень 2015 – жовтень 2015 – директор Центру аналізу та розробки законодавства Асоціації міст України, Проєкт ДІАЛОГ, USAID.

- жовтень 2015 – січень 2016 – старший експерт з питань бюджету Центру розвитку та впровадження проєктів Асоціації міст України, Проєкт ДІАЛОГ, USAID.

- січень 2016 –  травень 2016 – керівник Проєкту «Прозорий, підзвітний, ефективний бюджетний процес в Україні» (ПБП, ЄС).

- січень 2016 –  тепер. час – старший експерт з політичного діалогу Асоціації міст України, Проєкт ПУЛЬС, USAID.

- серпень 2015 – квітень 2017 – Перший заступник Виконавчого директора Асоціації міст України.

- 24 квітня 2017 – тепер. час – Виконавчий директор Асоціації міст України.

## Відзнаки
- 2005 – лауреат Премії Ізмаїльської міської ради за вагомі досягнення молоді у різних сферах суспільного життя.
- 2014 – годинник від Прем’єр-міністра України за розвиток місцевого самоврядування.
- 2017, 29 червня – Грамота Верховної Ради України "За заслуги перед Українським народом".
- 2019, 26 червня – Почесна Грамота Кабінету Міністрів України "За високі досягнення у професійній діяльності".
- 2020, 23 листопада – Почесна Грамота Верховної Ради України "За особливі заслуги перед Українським народом".
- 2020, 7 грудня  – нагороджений[2] Почесною грамотою Верховної Ради України "За особливі заслуги перед українським народом".
- 2021, 23 серпня  – нагороджений[3] орденом «За заслуги» ІІІ ступеня з нагоди Дня Незалежності України.

## Сім’я
Одружений, має доньку.

## Публікації

### За загальною редакцією
- «Місцеве самоврядування в Україні. 2020», м.Київ, 2021 рік
- «Практичний посібник з питань передачі земельних ділянок сільськогосподарського призначення державної власності у комунальну власність». Київ, 2020 рік
- «Практичний посібник АМУ для громад» (п’ять модулів). Київ, 2020 рік
- «Місцеве самоврядування в Україні. 2019», м.Київ, 2020 рік
- «Місцеве самоврядування в Україні. 2018», м.Київ, 2019 рік
- «Міста, дружні до дитини». Кращі практики та ідеї», м.Київ, 2018 рік
- «Передача земель сільськогосподарського призначення державної власності за межами населених пунктів у власність ОТГ». Практичний посібник, м.Київ, 2018 рік
- «Місцеве самоврядування в Україні. 2017», м.Київ, 2018 рік

### У складі авторського колективу
- Практичний посібник з проведення дистанційних засідань колегіальних органів місцевого самоврядування під час карантину, пов’язаного із коронавірусною хворобою (COVID-19), м.Київ, 2020 рік
- «Моделі місцевого економічного розвитку: успішні практики», м.Київ, 2019 рік
- «Муніципальна реформа в контексті євроінтеграції України: позиція влади, науковців, профспілок та громадськості». Збірник тез доповідей, м.Київ, 2019 рік
- «Здійснення органами місцевого самоврядування контролю за додержанням законодавства про працю», м.Київ, 2019 рік
- «Формування спроможних територіальних громад». Практичний посібник, м.Київ, 2016 рік
- «Місцеве самоврядування в Україні. 2016», м.Київ, 2017 рік
- «Місцеве самоврядування в Україні. 2015», м.Київ, 2016 рік
- «Місцеве самоврядування в УкраїнМі. 2014», м.Київ, 2015 рік
- «Місцеве самоврядування в Україні. 2013», м.Київ, 2014 рік
- «Місцеве самоврядування в Україні. 2012», м.Київ, 2013 рік
- «Місцеве самоврядування в Україні. 2011», м.Київ, 2012 рік
- «Місцеве самоврядування в Україні. 2010», м.Київ, 2011 рік

### Авторські статті
- «Переселенці, як і економіка, мають стати частиною нашої перемоги», Дзеркало тижня, 02.04.2022.

- «Бюджетна резолюція: чи почує Мінфін регіони», Економічна правда, 20.06.2017.
- «П’ять міфів про скасування пайової участі забудовників у розвитку міст», Економічна правда, 18.10.2016.
- «Бюджет-2016. Тут похована децентралізація», Економічна правда, 16.12.2015.
- «Повний назад!», Дзеркало тижня, 6.10.2017.
- «Держбюджет-2014 – дежавю «покращення»?!», Дзеркало тижня, 27.12.2013.
- «Місцеве самоврядування та європерспективи», Дзеркало тижня, 22.11.2013.
- «Куди зникають гроші територіальних громад?! Або чому невпинно знижується якість життя в населених пунктах України», Дзеркало тижня, 19.07.2013.

## Світлини

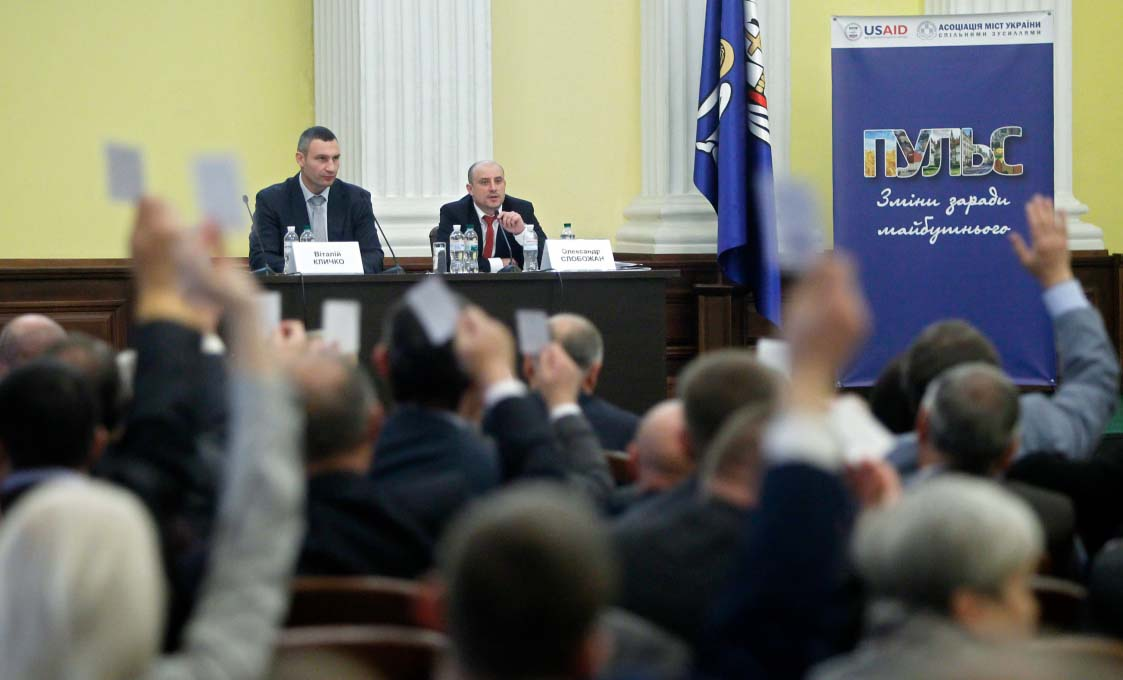
Виконавчий директор АМУ Олександр Слобожан та Голова АМУ, мер Києва Віталій Кличко під час Загальних зборів АМУ, 14.11.2017
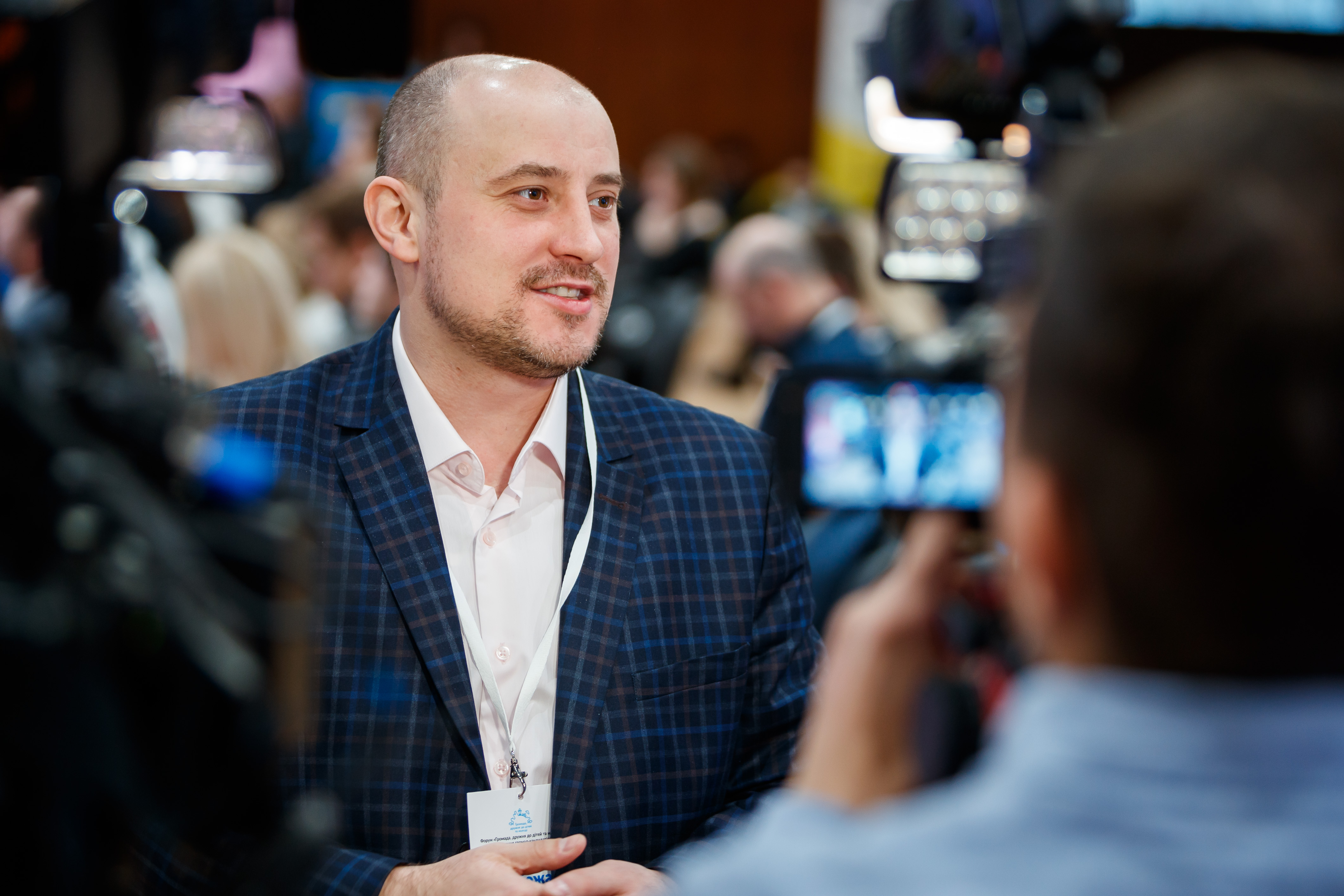
Виконавчий директор АМУ Олександр Слобожан дає інтерв'ю ЗМІ, грудень 2018
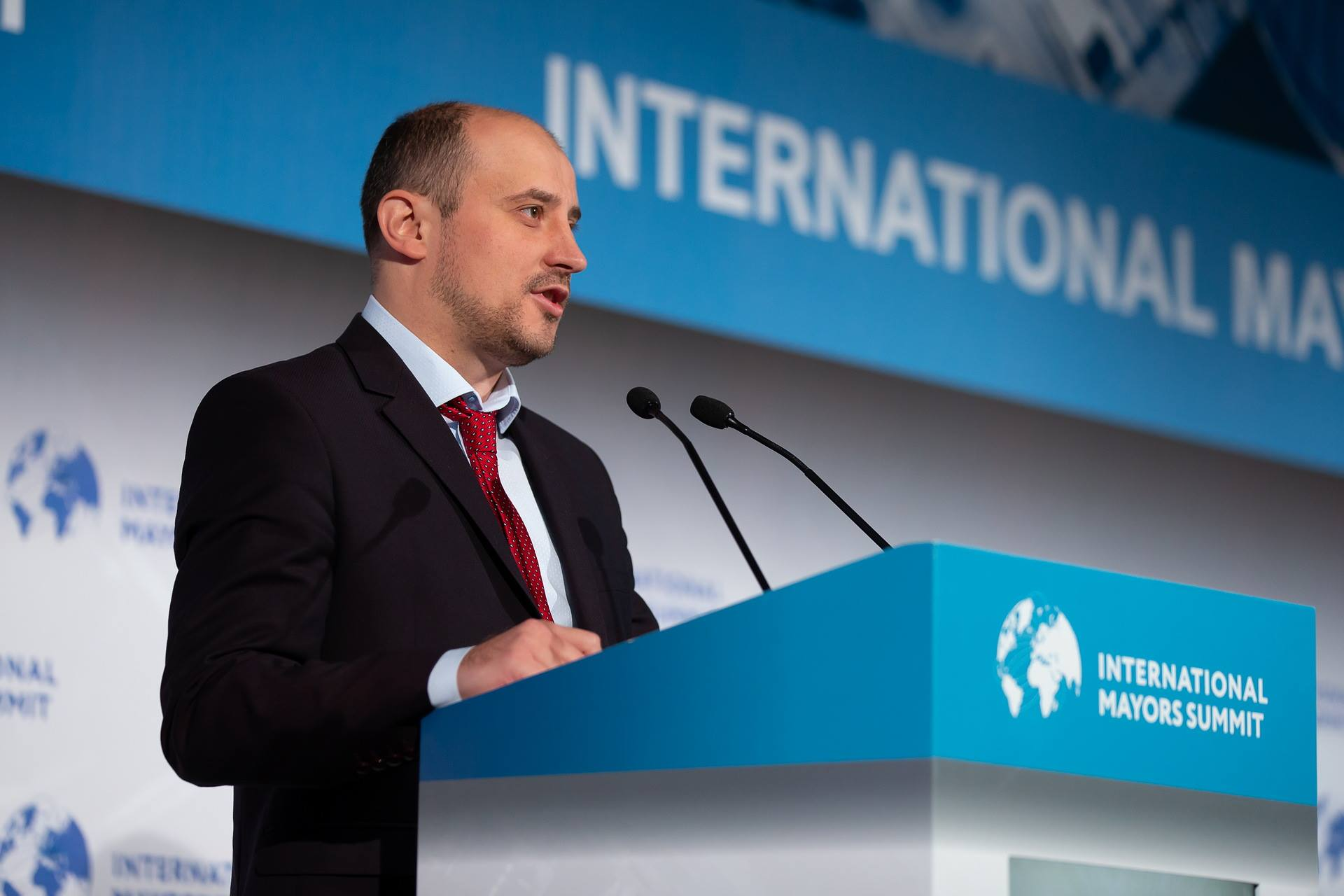
Виконавчий директор АМУ Олександр Слобожан виступає перед мерами з усього світу під час Міжнародного Саміту мерів, 09.10.2018
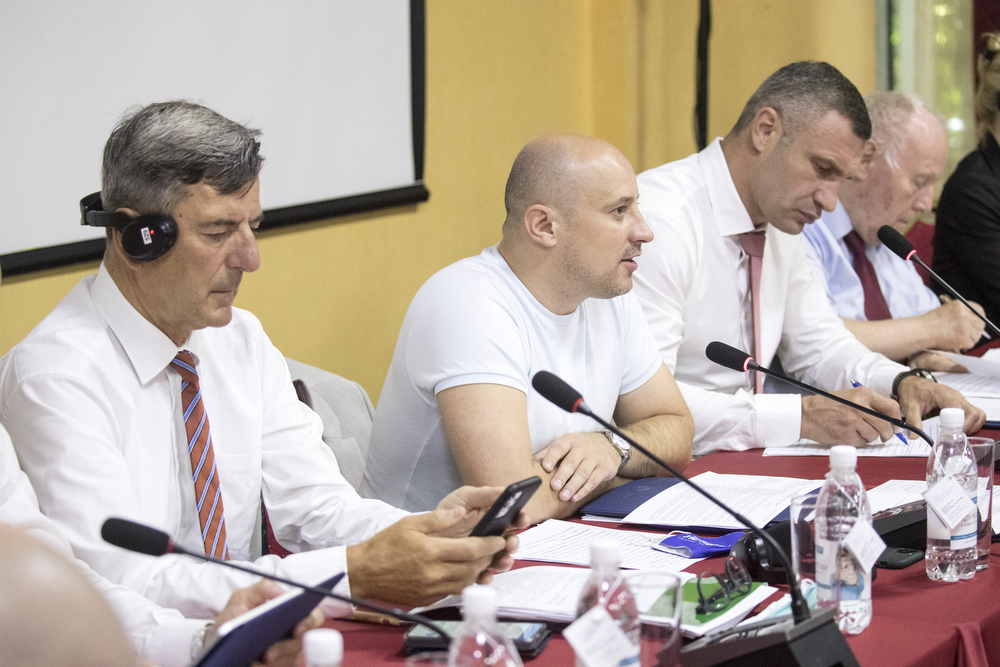
Виконавчий директор АМУ Олександр Слобожан, Голова АМУ, мер Києва Віталій Кличко, Генеральний секретар Конгресу місцевих та регіональних влад Ради Європи Андреас Кіфер та Спеціальний посланник Уряду ФРН з питань реформ у галузях урядування та децентралізації в Україні Георг Мільбрадт під час засідання Правління АМУ, 27.07.2021
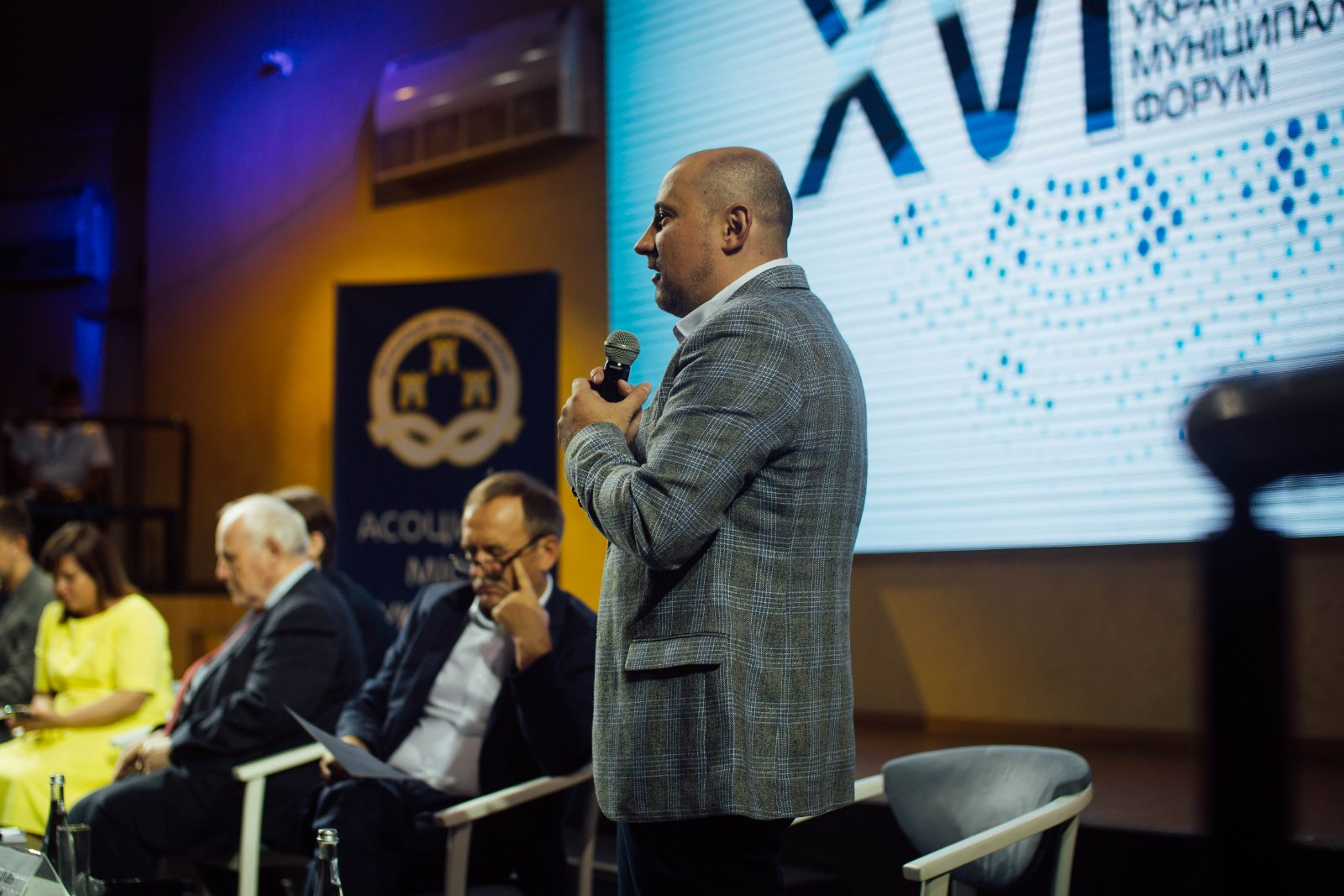
Виконавчий директор АМУ Олександр Слобожан виступає перед мерами України під час XVI Українського муніципального форуму, 27-29.07.2021
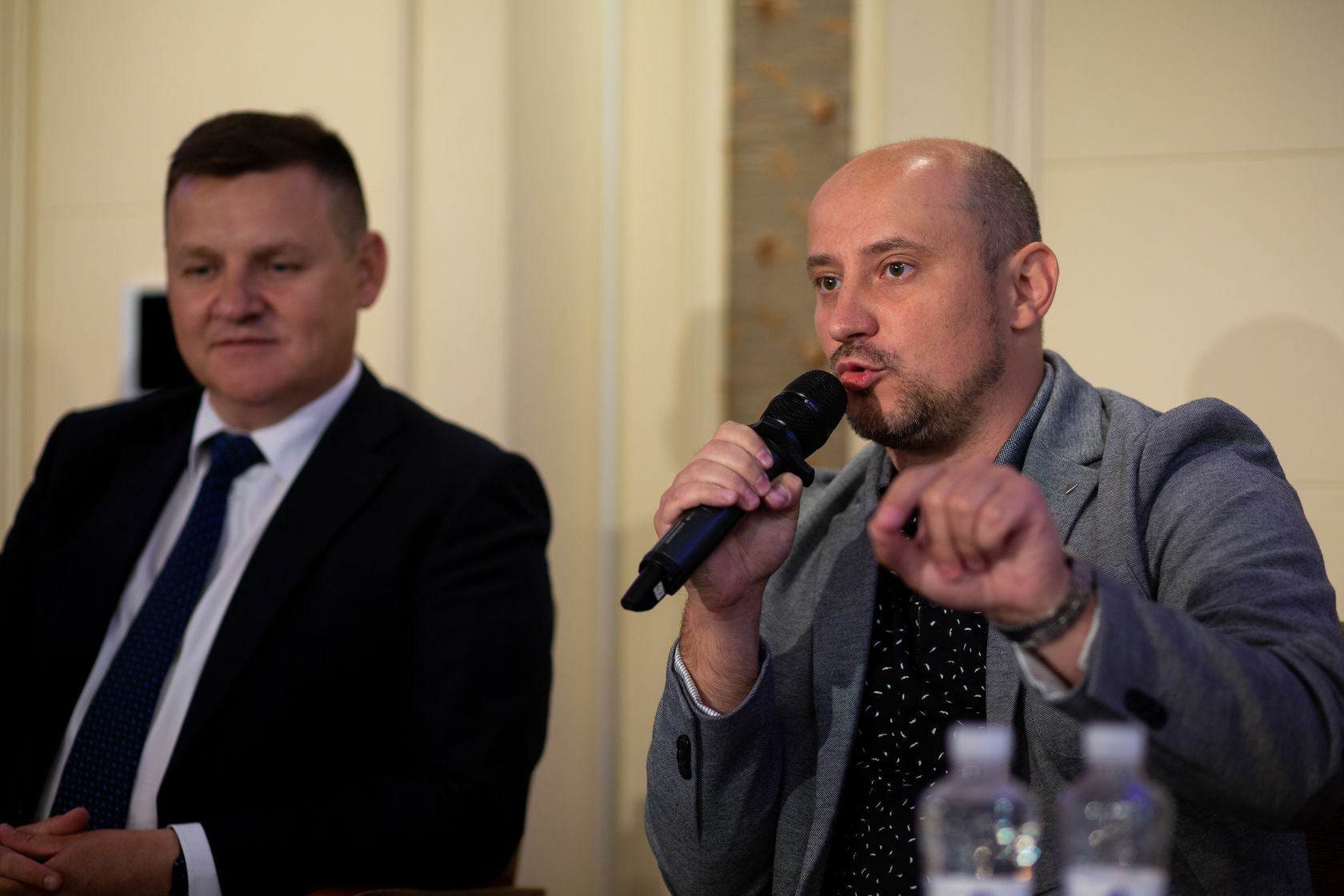
Виконавчий директор АМУ Олександр Слобожан виступає під час Форуму по ТКЕ «Централізоване теплозабезпечення українських міст - чи є шанси на виживання теплокомуненерго?», 5.08.2021

## Контакти
Facebook сторінка